# 3027 Шаварш
3027 Шаварш (3027 Shavarsh) — астероїд головного поясу, відкритий 8 серпня 1978 року.
Тіссеранів параметр щодо Юпітера — 3,344.
Названо на честь Карапетяна Шаварша Володимировича (вірм. Շավարշ Կարապետյան, нар. 1953) — 11-кратного рекордсмена світу, 17-кратного чемпіона світу, 13-кратного чемпіона Європи, семикратного чемпіона СССР з підводного плавання.